# Izručenje
Izručenje ili ekstradicija u pravu označava predaju neke osobe iz vlasti jedne države u vlast druge države radi provođenja kaznenog postupka ili izvršenja kazne. Izručenje predstavlja prepuštanje dijela suverene vlasti za kazneni progon drugoj državi, stoga ono podliježe različitim ograničenjima, prije svega ograničen je krug kaznenih djela za koje je izručenje moguće. Država od koje se traži izručenje, u pravilu, ima obvezu ili počinitelja izručiti ili mu sama suditi za kazneno djelo (načelo aut dedere, aut judicare).
Pitanje izručenja između država uređeno je mnogostranim i dvostranim međunarodnim ugovorima. Među glavne međunarodnopravne izvore prava o izručenju spada Europska konvencija o izručenju iz 1957., zajedno s dodatnim protokolima, dok predaju radi izdržavanja kazne uređuje Europska konvencija o premještanju osuđenih osoba iz 1983. godine.